# Чердинцев, Василий Макарович
Василий Макарович Чердинцев (14 января 1927 — 30 декабря 2018) — советский сельскохозяйственный деятель, комбайнёр колхоза «Рассвет» Сакмарского района Оренбургской области.
Дважды Герой Социалистического Труда (1966, 1984). Лауреат Государственной премии СССР (1975). Член КПСС с 1956 года.
Член Центральной ревизионной комиссии КПСС (1976—1981). Член ЦК КПСС в 1983—1990 годах (кандидат в члены ЦК в 1981—1983 годах).

## Биография
Родился 14 января 1927 года в селе Архиповка Сакмарского района в семье крестьянина. Русский.
Окончил восемь классов Сакмарской средней школы. Трудовую деятельность начал в годы Великой Отечественной войны. В 1943 году, после окончания курсов, работал комбайнером на Сакмарской МТС, а с 1958 года — в колхозе «Рассвет» Сакмарского района.
В 1949—1950 годах учился и успешно окончил школу механизаторских кадров в селе Покровка Новосергиевского района.
Член КПСС с 1956 года. Член Центральной ревизионной комиссии КПСС (1976—1981). Член ЦК КПСС в 1983—1990 годах (кандидат в члены ЦК в 1981—1983 годах). Чердинцев избирался делегатом XXIII, XXV, XXVI и XXVII съездов КПСС, был депутатом Верховного Совета СССР двух созывов, членом Союзного Совета колхозов.
Воспитал пятерых детей.
Скончался 30 декабря 2018 года. Похоронен в Сакмарском районе.

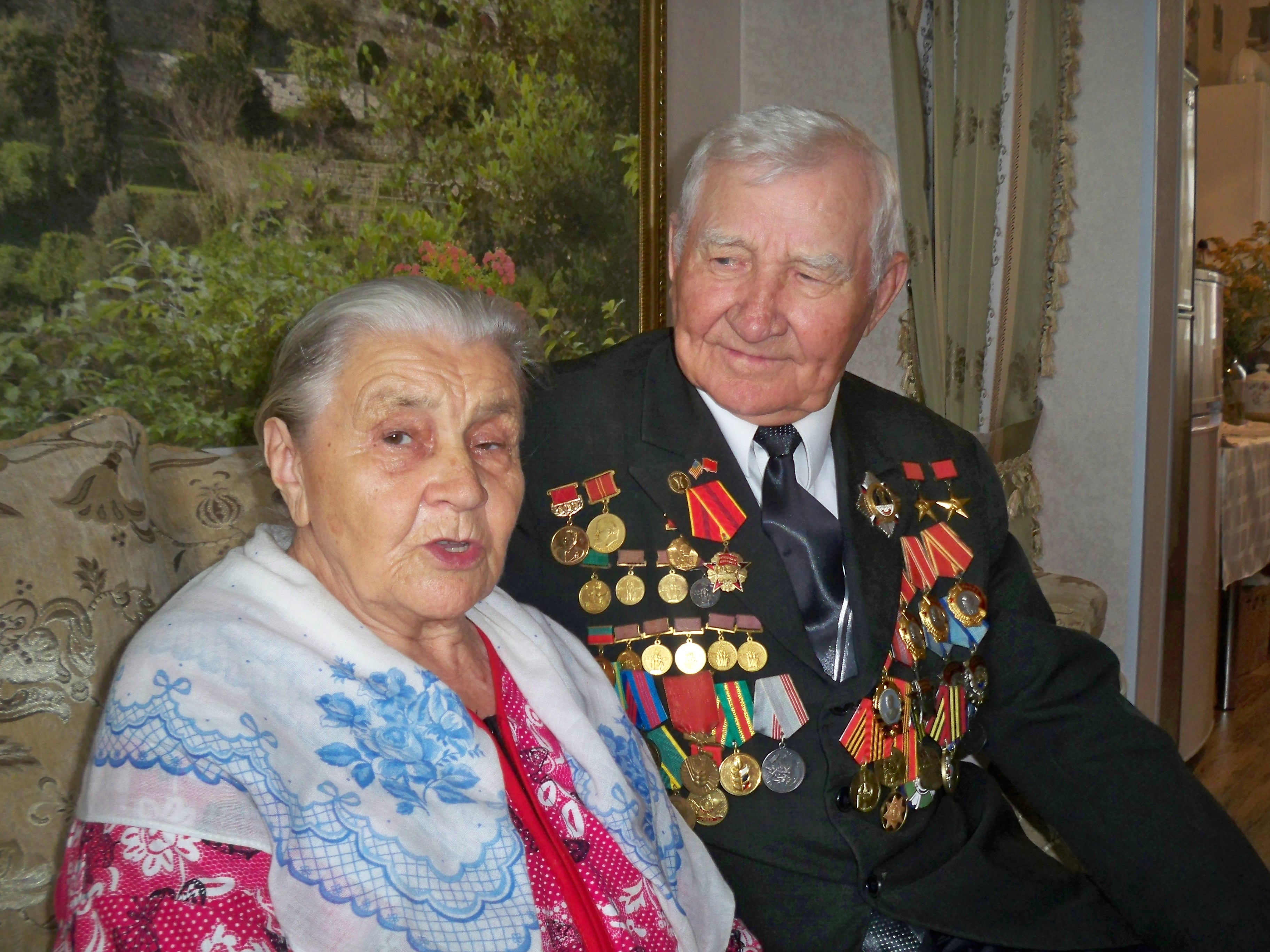
В. М. Чердинцев с супругой Аграфеной Ивановной, август 2012 г.

## Награды
Звание Героя Социалистического Труда В. М. Чердинцеву присвоено 23 июня 1966 года за успехи, достигнутые в увеличении производства и заготовок зерна и высокопроизводительное использование техники.
Второй Золотой медалью «Серп и Молот» В. М. Чердинцев награждён 6 июня 1984 года за выдающиеся успехи в эффективном использовании сельскохозяйственной техники, большой вклад в выполнение планов и социалистических обязательств по увеличению производства зерна в одиннадцатой пятилетке и проявленный трудовой героизм.
Награждён тремя орденами Ленина, орденом Октябрьской Революции, двумя орденами Трудового Красного Знамени, медалями «За доблестный труд в ознаменование 100-летия со дня рождения В. И. Ленина» и девятью медалями ВДНХ.
Лауреат Государственной премии СССР.
Заслуженный механизатор сельского хозяйства РСФСР.
Почётный гражданин Оренбургской области (2017).

## Память
- Бронзовый бюст дважды Героя установлен в 1986 году в районном центре Сакмара, в сквере перед средней школой на улице Советской (работа заслуженного скульптора России Н. Г. Петиной).
- В краеведческом музее в Сакмарской средней школе экспонируется скульптурная композиция «Династия хлеборобов Чердинцевых», выполненная Н. Г. Петиной[4].

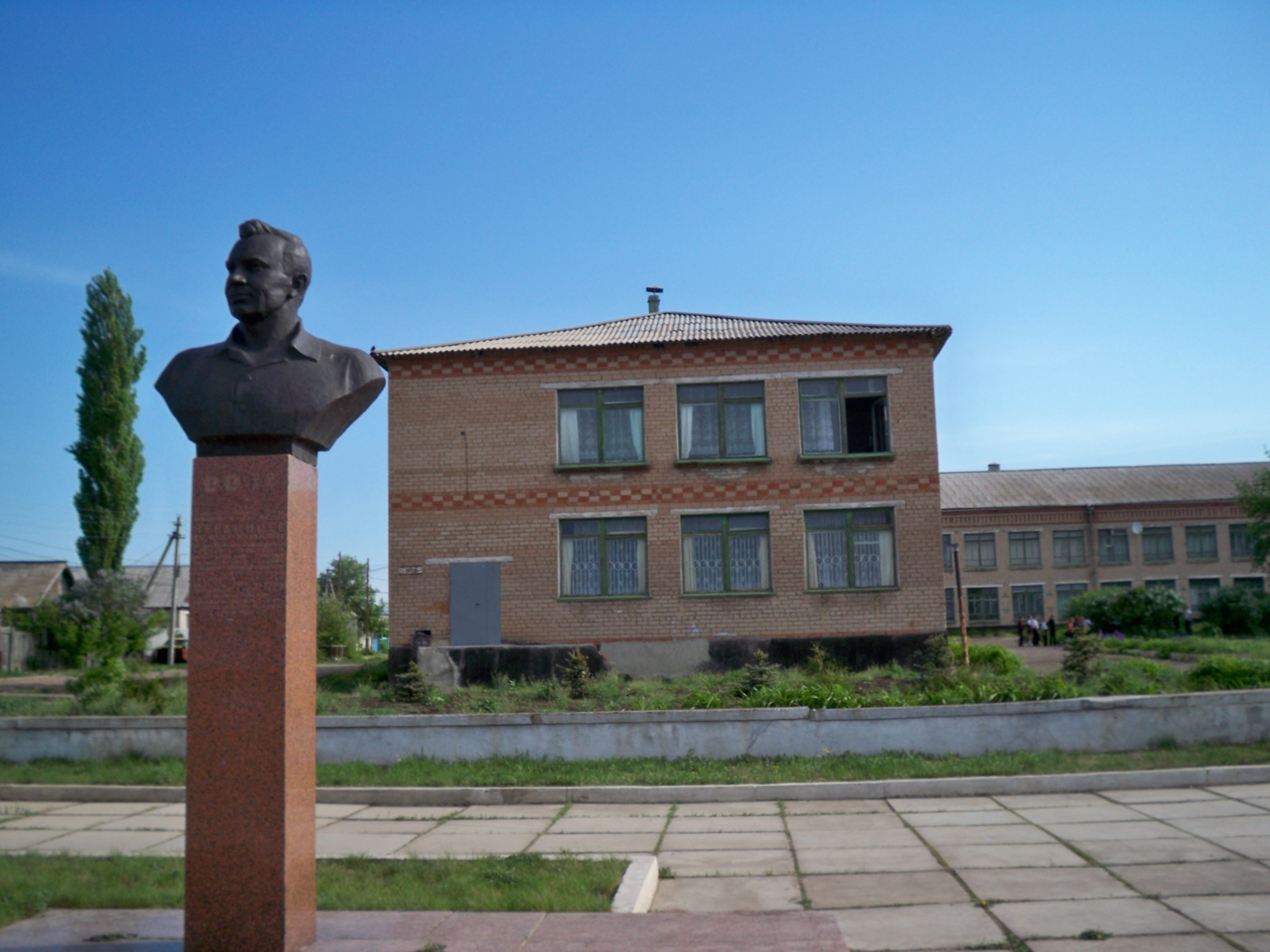
Бюст дважды Героя Социалистического Труда В. М. Чердинцева в с. Сакмара Оренбургской области

- Бюст В. М. Чердинцева установлен в 2009 году в мемориальном комплексе «Салют, Победа!» в Оренбурге.[2]
- На доме, где В. М. Чердинцев проживал до 2011 года в с. Сакмара (улица Пролетарская, 17), установлена мемориальная доска.